# (20510) 1999 RQ26
A (20510) 1999 RQ26 a Naprendszer kisbolygóövében található aszteroida. A LINEAR projekt keretében fedezték fel 1999. szeptember 7-én.